# Andrea Croonenberghs
Andrea Laura Paula Croonenberghs (Genk, 28 september 1964) is een Belgisch actrice, zangeres en voormalig omroepster bij de Vlaamse televisiezender Eén (vroeger VRT TV1). Als actrice werd ze bij het grote publiek bekend door haar rol in de televisieserie Windkracht 10 en met haar rol als Britt Michiels in Flikken.
Verder is ze ook bekend als zangeres (van 1989 tot 1998 met haar groep La Piovra). 
Samen met de auteur Gerd De Ley schreef ze in 1994 Gestreken boterhammen, een boek met de lievelingsrecepten van bekende Vlamingen, uitgegeven ten voordele van Artsen zonder Grenzen. Croonenberghs steunt ook goede doelen, onder andere Artsen zonder Grenzen, Het Huis (waarvan ze ambassadrice is) en Kom op tegen Kanker. Ze werd door het maandblad Reader's Digest verkozen tot een van de meest smaakvolle BV's.
Samen met het opdoeken van de omroepers op Eén in 2015, verliet Croonenberghs de VRT. Ze baat sinds die periode een bed and breakfast uit. In 2018 maakt ze haar wederoptreden op tv als actrice in de VTM-soap Familie. Die rol hernam ze van 2021 tot 2022.
Sinds 2015 is ze ook designer van onder meer bijzettafels, wat in 2025 resulteerde in een tijdelijke expo.

## Theater
- Toneelgezelschap Ivonne Lex
- 1986-1987: Assepoester (Johan Rouffaer)
- 1987-1988: De rattenvanger van Hamelen (Johan Rouffaer)
- 1988-1989: Het naaikamertje (Georges Feydeau, Ivonne Lex)
- 1988-1989: Alice in Wonderland (Paul Dom)
- 1990: De reis door de stilte (Koninklijk Jeugd Theater)
- 2007-heden: De giechelstraf (naar het boek van Roddy Doyle) (samen met Ann Ceurvels)

## Televisie
- 1989-2015: omroepster TV1 (nu Eén)
- 1991: gastrol in Samson en Gert (2 afleveringen)
- 1989-1990: omroepster TV2 (voice-over)
- 1990-1995: presentatie zondagmiddagprogramma 1 voor iedereen
- 1994: presentatie Nacht van de Film
- 1995-1996: presentatie De Gordel
- 1996: presentatie De Watersportdag
- 1997-1998: presentatie VIP VIP
- 1998: off-screencommentaar Eurovisiesongfestival en presentatie Liedjes voor Birmingham
- 1998: reportage over Malta in Vlaanderen Vakantieland
- 1996-1998: hoofdrol Anne Linders in Windkracht 10
- 1999-2005: hoofdrol Britt Michiels in Flikken
- 2002: voorzitster van de jury bij Eurosong
- 2005: presentatie Allemaal SAM
- 2006: rol Julia Ruiter in Tatort
- 2006: uitdager Fata Morgana voor Beveren-Waas
- 2006-2007: hoofdrol Myra (Myriam) Renard in Emma
- 2007: rol Greet Beyers in Kinderen van Dewindt
- 2007: presentatie liveshow Kom op tegen Kanker (met een ketting van presentatoren)
- 2007: bijrol van Britt Michiels in de Nederlandse spin-off van Flikken, Flikken Maastricht
- 2008: rol Greet Beyers in Kinderen van Dewindt
- 2009: Britt Michiels duikt nog eenmaal op in de laatste aflevering van het tiende seizoen in Flikken
- 2009: rol Hilde in de fictiereeks Los zand
- 2011: Britt Michiels in F.C. De Kampioenen, seizoen 21, aflevering 6: Heldendaad
- 2011: bijrol als Dominique Vertongen in Thuis
- 2012: gastrol als Barbara De Wulf in Witse
- 2018, 2021-2022: rol Griet Macharis in Familie

Daarnaast door de jaren heen gastoptredens in onder andere: Bacara, De Drie Wijzen, Tien voor Taal, Zeg eens euh!, Tartufo, Ideefix, De Droomfabriek, Postbus X, Gisteren Gekeken, De neus van Pinokkio, VIP VIP Hoera, Het Parlement, Herexamen, Mondfol, Kinderen niet toegelaten, Mensenkennis, De Muziekdoos, De XII werken van Vanoudenhoven, De laatste show, De leukste eeuw, 1000 Seconden, De Grote Prijs Bart Peeters, Met Andere Woorden, Prijs overeen te komen, Lollidol, Aan Tafel, De Notenclub, Biebabeloela, De Pappenheimers, 1000 zonnen en garnalen, Zomer 2007, F.C. De Kampioenen.
Croonenberghs verzorgde ook enige tijd de voice-over van het programma Airline.

## Muziek
- 1989-1998: Zangeres La Piovra
- 1995: Zangeres in Hope Band
- 1996-1999: Zangeres Windkracht 10 Band
- 1999-2000: Zangeres Flikkenband
- 2002: Zangeres nieuwe Flikkenband
- 2005: Kippensoep Allstar: mee-inzingen van single Kippensoep voor iedereen
- 2006: 4de plaats in de liedjeswedstrijd Steracteur Sterartiest
- 2007: 2de plaats in de liedjeswedstrijd Zo Is Er Maar één (2de serie) met Rozane van Wim De Craene
- 2007: Zingen Zo Is Er Maar Eén: Vlaanderen Feest in Antwerpen
- 2007: Optreden in De Provincieshow met "9 to 5" van Dolly Parton.
- 2008 - heden: Het project 'MEISJES', waarin ze samen met Sofie Van Moll en Sabien Tiels een ode brengt aan het Nederlandstalige lied.

Daarnaast had zij gastoptredens in onder andere Kinderen voor Kinderen, De Droomfabriek, De laatste week en diverse optredens met andere coverbands.

### Cd's en singles

#### Cd's
- Windkracht 10 (2 cd's)
- Flikken (diverse cd's)

#### Singles
- Calling You (single speciaal voor het Filmfestival in Gent)
- Deep In Your heart
- Fly Away
- Guess I Need A Friend
- Million Paper Flowers
- Come Back My Love (voor cd van Gunther Neefs)
- Kippensoep voor iedereen, samen met: A Brand, Gert Bettens, Lennard Busé (Superdiesel), Jelle Cleymans, David Davidse, Pieter-Jan De Smet, Maurice Engelen, (Praga Khan), Eva & Kapinga Gysel (Zita Swoon), Leonie Gysel (Arsenal), Hadise, Leki, Jeroen Meus, Allan Muller (Satellite City), Wim Oosterlinck, Bert Ostyn (Absynthe Minded), Roxane, Kate Ryan, Sioen, Roos Van Acker, Frank Vander linden, Nikolas Van der Veken (Janez Detd), Marcel Vanthilt, Gunther Verspecht (Stash), Bart Vincent & Does De Wolf (Thou) en Yasmine.

## Radio
- 1986-1988: Diverse luisterspelen
- 1992: Presentatie Fienesse (Radio Donna)

## Film
- 1995: Gastrol in Brylcream Boulevard (Robbe De Hert)
- 1998: Nasynchronisatie van moeder in animatiefilms Toy Story, Toy Story 2, Toy Story 3 en Toy Story 4
- 2004: Nasynchronisatie van personages Tij en Gij in de animatiefilm Finding Nemo
- 2005: Voice-over van de film La marche de L'Empereur/The Emperor's Journey van Luc Jacquet
- 2016: Nasynchronisatie van Deb in animatiefilm Finding Dory